# Kənan Heybətov
Kənan Heybətov (ur. 21 listopada 2002) – azerski zapaśnik startujący w stylu wolnym. Zajął ósme miejsce na mistrzostwach świata w 2024.
Brązowy medalista mistrzostw Europy w 2025. Trzeci na MŚ U-23 w 2022 i 2023. Wicemistrz Europy U-23 w 2024 i 2025. Pierwszy na olimpijskim festiwalu młodzieży Europy w 2019. Mistrz świata juniorów w 2022 i Europy w 2021 roku.